# Phytomyptera vitinervis
Phytomyptera vitinervis är en tvåvingeart som först beskrevs av Thompson 1911.  Phytomyptera vitinervis ingår i släktet Phytomyptera och familjen parasitflugor. Inga underarter finns listade i Catalogue of Life.